# فابیو آلبینلی
فابیو آلبینلی (انگلیسی: Fabio Albinelli؛ زادهٔ ۲۱ اوت ۱۹۶۱) بازیکن فوتبال اهل ایتالیا است.
از باشگاه‌هایی که در آن بازی کرده‌است می‌توان به باشگاه فوتبال کارپی، باشگاه فوتبال آلساندریا، باشگاه فوتبال پارما، باشگاه فوتبال بولونیا، و باشگاه فوتبال چزنا اشاره کرد.